# Victor Golovatenco
Victor Golovatenco (Kisinyov, 1984. április 28. –) válogatott moldáv labdarúgó, hátvéd.

## Pályafutása

### Klubcsapatban
2003-ban a Sheriff Tiraspol, 2003 és 2007 között az FC Tiraspol labdarúgója volt. 2007 és 2016 között Oroszországban játszott. 2007 és 2009 között az FK Himki, 2010-ben a Kubany Krasznodar, 2011 és 2016 között a Szibir Novoszibirszk játékosa volt. 2016-ban hazatért és a Zaria Bălți csapatában játszott 2018-ig. Ugyanebben az évben a Zimbru Chișinău együttesében fejezte be az aktív labdarúgást. A 2002–03-as idényben bajnok lett a Sheriff csapatával.

### A válogatottban
2004 és 2007 között 79 alkalommal szerepelt a moldáv válogatottban és három gólt szerzett.

## Sikerei, díjai
Sheriff Tiraspol
- Moldáv bajnokság
  - bajnok: 2002–03